# SACHIKO THE BEST
『SACHIKO THE BEST』（サチコ・ザ・ベスト）は、2016年12月21日に発売された小林幸子のベスト・アルバムである。

## 収録曲
1. 千本桜
2. おもいで酒
3. とまり木
4. 雪椿
5. 母ひとり
6. ふたたびの
7. 別離
8. おかあさんへ
9. 色々あるけど会いたいよ
10. 恋桜
11. 大江戸喧嘩花
12. 雪泣夜
13. 越後に眠る
14. 星に抱かれて
15. 風といっしょに
16. もしかして
17. 桜ノ雨
  - ボーナストラック